# خم پئانو

سه تکرار از یک ساختار منحنی پئانو، که حد آن به بینهایت منحنی فضا پرکن می‌شود.

در هندسه، خم پئانو اولین خم فضا پرکن است که جوزپه پئانو در سال ۱۸۹۰ آن را کشف کرد. این خم تابعی پوشا و پیوسته از بازهٔ واحد به توی مربع واحد است. البته این تابع یک‌به‌یک نیست. پئانو ساخت این منحنی را از نتیجهٔ اولیه کانتور الهام گرفت مبنی بر اینکه دو مجموعهٔ مربع واحد و بازهٔ واحد، کاردینالیتی یکسانی دارند. به خاطر این نمونه، برخی نویسندگان از عبارت «خم پئانو» برای اشاره به هر منحنی فضا پرکنی استفاده می‌کنند.

## ساخت
خم پیانو را می‌توان با طی کردن مراحلی ساخت، که در مرحلهٔ iام مجموعه ای از مربع‌ها به نام Si و مجموعه ای از مرکز مربع‌ها به نام Pi ساخته می‌شود. برای شروع، S0 از مربع واحد تشکیل شده‌است، و P0 فقط شامل یک عضو یعنی مرکز آن است.
در مرحلهٔ i ام هر مربعِ مجموعهٔ Si−1 به نُه مربع کوچکتر برابر افراز می‌شود، و مرکز آن مربع با تعدادی نقطه که مراکز نُه مربع جدید هستند جایگزین می‌شود. این توالی با گروه‌بندی نُه مربع به سه ستون، مرتب کردن مراکز در هر ستون و سپس مرتب کردن ستون‌ها از ضلع مربع به ضلع دیگر، به گونه ای که فاصله بین هر جفت متوالی از نقاط برابر با طول ضلع مربع‌های کوچک شود. چهار دستور العمل برای گذشتن از مرکز مربع‌ها وجود دارد:
- از سمت چپ سه مرکز از پایین به بالا، وسط سه مرکز از بالا به پایین و سمت راست سه مرکز از پایین به بالا
- از سمت راست سه مرکز از پایین به بالا، وسط سه مرکز از بالا به پایین و سمت چپ سه مرکز از پایین به بالا
- از سمت چپ سه مرکز از بالا به پایین در وسط سه مرکز از پایین به بالا و از سمت راست سه مرکز از بالا به پایین
- از سمت راست سه مرکز از بالا به پایین در وسط سه مرکز از پایین به بالا و سمت چپ سه مرکز از بالا به پایین

از میان این چهار دستور العمل، آن یکی که برای مربع مورد نظر انتخاب می‌شود طوریست که فاصله بین نقطه اول در دستور العمل و ماقبل آن در Pi نیز با طول ضلع مربع‌های کوچک برابر شود. اگر c اولین نقطه در دستور العمل آن باشد، آنگاه اولین دستور العمل از چهار مورد بالا برای عبور از نُه مرکز جایگزین c انتخاب می‌شود.
منحنی پئانو حد خم گذرنده از مرکز مربع‌ها است، وقتی i به بی‌نهایت میل کند.

## انواع مختلف

با پاک کردن خط میانی منحنی پئانو، قالی شرپینسکی ایجاد می‌شود.

در تعریف منحنی پئانو می‌توان برای اجرای برخی از مراحل به جای هر ستون مربع با مراکز هر ردیف سه مربع انجام داد. این تفاوت در انتخاب‌ها انواع مختلفی خم پئانو ایجاد می‌کند.
خم هیلبرت نوع ساده‌تر خم پئانو با همان ایدهٔ تقسیم مربع‌ها است ولی با این تفاوت که در منحنی هیلبرت به جای تقسیم هر مربع به نُه مربع به چهار مربع تقسیم می‌شود.